# Jenny from Thebes
Jenny from Thebes è il ventiduesimo album in studio del gruppo musicale statunitense The Mountain Goats, pubblicato nel 2023.

## Tracce
1. Clean Slate – 3:48
2. Ground Level – 2:22
3. Only One Way – 4:01
4. Fresh Tattoo – 4:42
5. Cleaning Crew – 3:36
6. Murder at the 18th St. Garage – 2:52
7. From the Nebraska Plant – 3:33
8. Same as Cash – 3:44
9. Water Tower – 2:27
10. Jenny III – 2:26
11. Going to Dallas – 2:02
12. Great Pirates – 4:10

## Formazione
- John Darnielle
- Peter Hughes
- Jon Wurster
- Matt Douglas